# Ponta Porã Sociedade Esportiva
Ponta Porã Sociedade Esportiva é um clube brasileiro de futebol da cidade de Ponta Porã, no estado de Mato Grosso do Sul.

## História
Fundado em 6 de março de 1998, o clube nascia para substituir a SEP como representante da cidade nos campeonatos profissionais, que encerrou suas atividades no final da década de 1990. Logo em seu primeiro ano de existência disputou a primeira divisão do Campeonato Sul-Mato-Grossense, sendo eliminado na segunda fase. Afastada de competições profissionais desde 2007, a equipe retorna em 2010 para a disputa da Série B do Campeonato Sul-Mato-Grossense, e numa campanha de 15 vitórias, 2 empates e 1 derrota sagra-se campeã da competição, após vencer o Maracaju na final. 
No ano de 2011, com o título da Série B, obteve o acesso à primeira divisão do estadual. Com uma campanha irregular, onde conquistou apenas uma vitória em 14 jogos, a equipe ficou na última colocação de seu grupo e acabou rebaixada para a segunda divisão.
Em 2012, o clube se licenciou e até os dias de hoje não voltou.

## Estádio
O Ponta Porã Sociedade Esportiva manda seus jogos no estádio Aral Moreira, que tem capacidade máxima para 6.000 pessoas.

## Títulos

### Estaduais
- Campeonato Sul-Mato-Grossense - Série B: 1 (2010)

## Desempenho em competições
Campeonato Sul-Matogrossense - 1ª Divisão
| Ano  | Posição               |
| 1998 | 9° lugar              |
| 2000 | 6º lugar              |
| 2001 | 7º lugar              |
| 2002 | 4º lugar              |
| 2011 | 15º lugar (rebaixado) |

Campeonato Sul-Matogrossense - 2ª Divisão
| Ano  | Posição   |
| 2006 | -         |
| 2007 | 12º lugar |
| 2010 | 1º lugar  |